# Villa Cusani Tittoni Traversi
La villa Cusani Traversi Tittoni, a Desio, è una villa di delizia dell'hinterland milanese.
Pregevole opera del celebre architetto folignate Giuseppe Piermarini, venne rimaneggiata nel corso dell'Ottocento da Pelagio Palagi e conobbe all'inizio del Novecento anche piccoli interventi ad opera di Luca Beltrami. Ospitò nel corso della sua lunga storia personaggi di grande rilievo come re Ferdinando IV di Napoli e Umberto I d'Italia.

## Storia

### Le origini
La origini della villa sono da ricondurre probabilmente al XVI secolo quando i conti di Rho possedevano a Desio una villa di campagna che nel secolo successivo venne requisita dalla Regia Camera di Milano insieme con le loro proprietà e venduta dal governo al marchese Ottavio Cusani nel 1651. Trovandosi allora in aperta campagna, l'abitazione venne sfruttata dai Cusani come residenza di villeggiatura, mentre continuarono ad abitare come residenza ufficiale il noto Palazzo Cusani di Milano.
I Cusani convennero a ogni modo che era necessario ingrandire il possedimento per farne un'abitazione degna della loro levatura sociale e per questo scopo acquisirono tra fine Seicento e inizio Settecento diversi immobili nelle vicinanze.

### La struttura neoclassica, opera di Giuseppe Piermarini

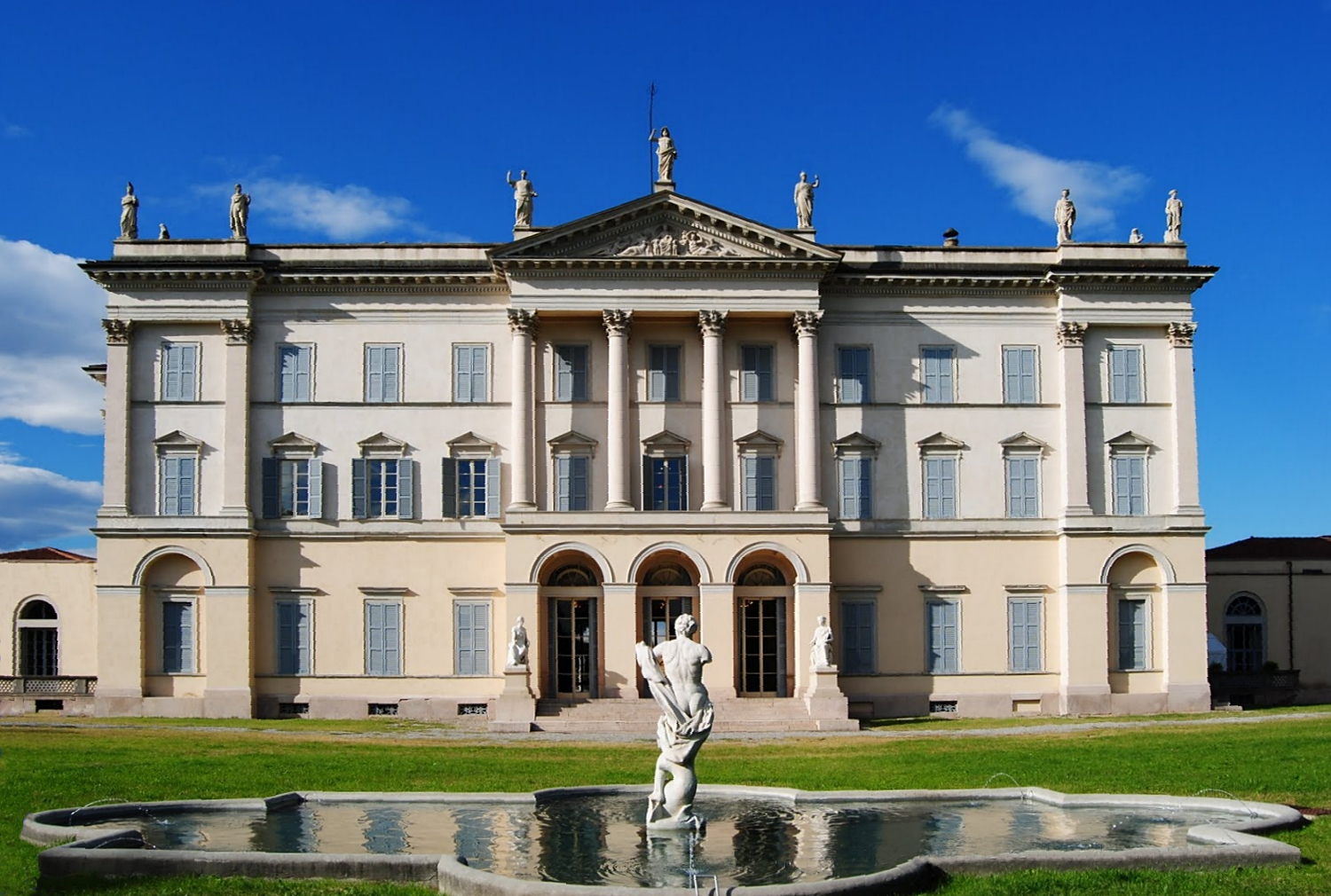
La facciata della villa verso il giardino: si vede chiaramente l'impronta neoclassica voluta dal Piermarini.

Oltre agli acquisti portati avanti dai Cusani nel corso anche della prima metà del XVIII secolo, si iniziò il progetto per la costruzione di una grande villa al posto della primitiva struttura presente. Il progetto venne avviato probabilmente già dal 1774 in quanto sappiamo che in quella data l'arcivescovo di Milano concesse a Ferdinando Cusani il permesso di erigere una cappella privata per la propria villa di Desio. La casa a ogni modo non risultava ancora terminata nel 1776, anno in cui venne chiamato al progetto il noto architetto milanese Giuseppe Piermarini il quale apportò i canoni di equilibrio compositivo propri del periodo neoclassico ancora visibili, seppur occultati dai lavori successivi, nella disposizione simmetrica delle finestre. Nello stesso anno i fratelli pittori Agostino, Giuseppe e Carlo Giuseppe Gerli vennero chiamati a realizzare le decorazioni per l'oratorio della villa.

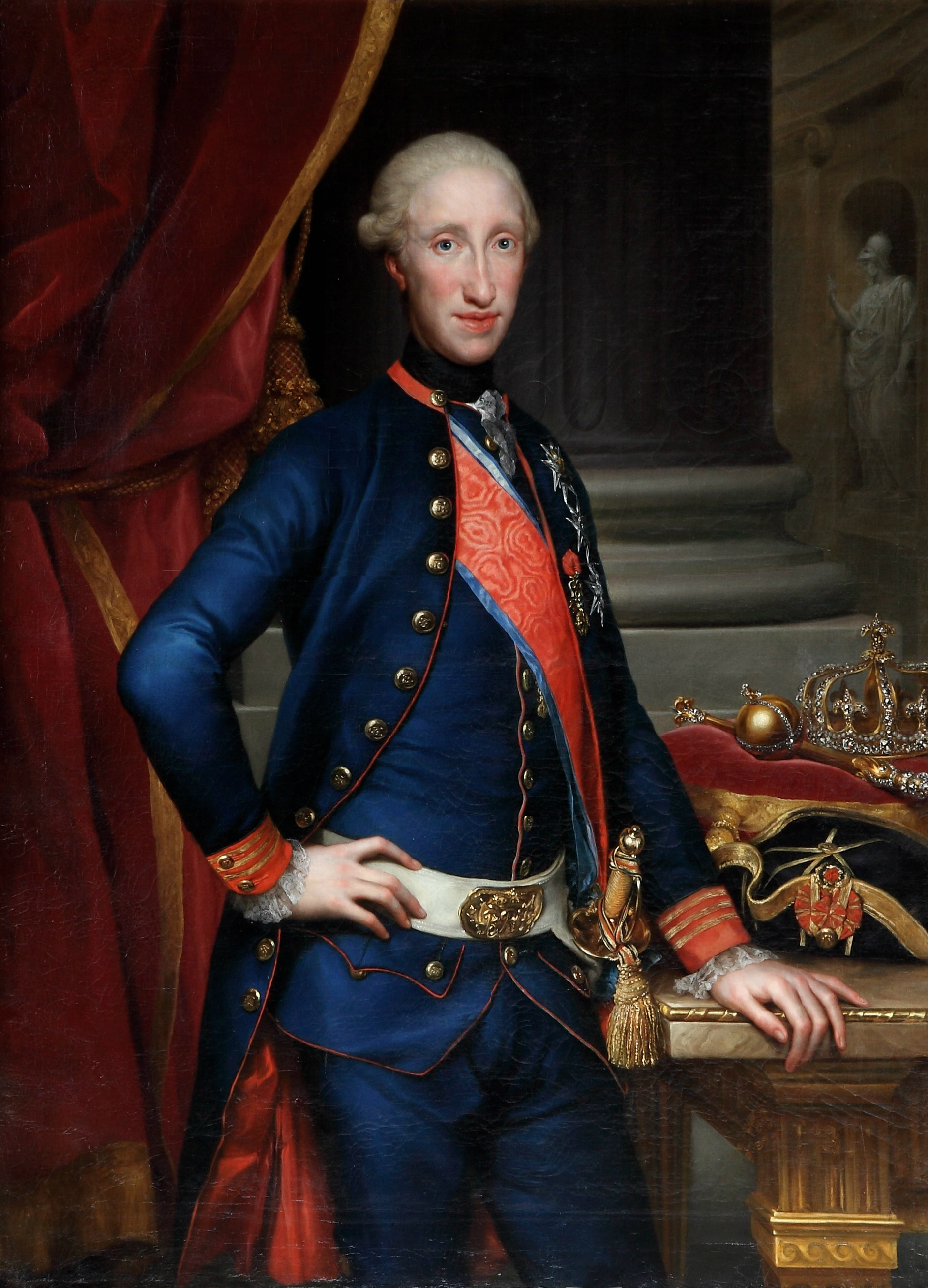
Re Ferdinando IV di Napoli venne ospitato nella villa Cusani di Desio nel corso del suo soggiorno a Milano nel 1785

Nel 1779 venne terminata la "facciata verso Desio" dal momento che il Piermarini ricevette il pagamento di 60 zecchini d'oro per il progetto. Col termine della facciata, incominciarono i lavori di realizzazione del giardino che vennero curati da Antonio Villoresi con particolari progettati dall'architetto Giuseppe Zanoia come il tempietto circolare d'Imeneo e grotte decorative.
Ferdinando Cusani, ciambellano dell'Imperatore dal 1758 e personaggio chiave dello sviluppo della villa, amante di cose antiche, arricchì nel contempo la proprietà di antiche lapidi, statue e marmi preziosi, ora conservati presso i musei civici del Castello Sforzesco di Milano, sfruttando anche gli edifici dell'ex convento francescano attiguo alla sua proprietà, soppresso per le ridotte dimensioni della comunità dal governo austriaco nel 1777, i cui beni vennero acquistati appunto dal Cusani in quello stesso anno.
A confermare la maestosa ricchezza del luogo, si ricorda che il marchese Cusani ricevette il 14 luglio 1785 la visita dei reali di Napoli in visita a Milano, i quali si presentarono a Desio, come ricordano le cronache d'epoca, con un corteo composto di sette carrozze da un tiro a sei cavalli e sei tiri a quattro. Con il re e la regina di Napoli vi erano anche l'arciduca Ferdinando d'Asburgo-Lorena e consorte oltre a un nutrito seguito di nobili.
Sul finire del Settecento vennero anche cominciati lavori per la sistemazione del giardino, al punto che lo scrittore e naturalista Carlo Amoretti nel suo "Viaggio da Milano ai tre laghi", scritto nel 1794, annota:

### La trasformazione di Pelagio Palagi

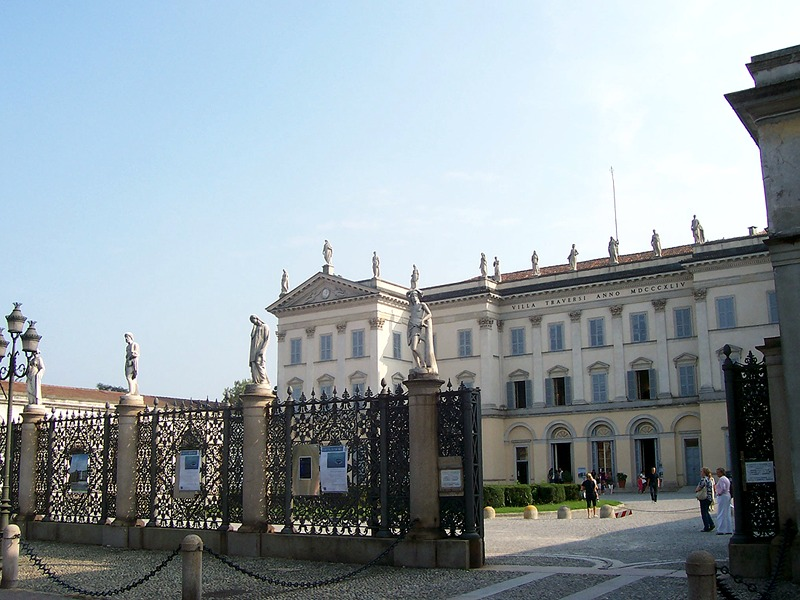
L'elaborata cancellata in ghisa costruita su progetto del Palagi

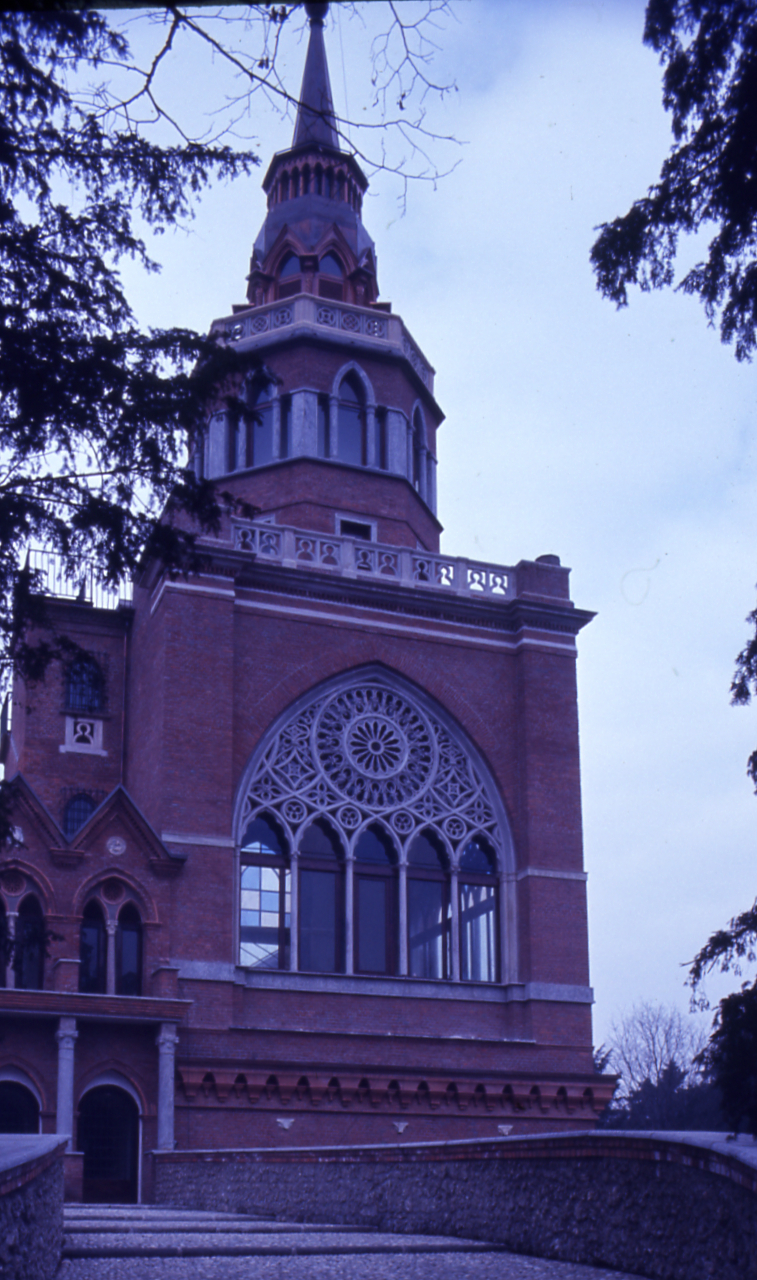
La torre di Pelagio Palagi. Foto di Paolo Monti, 1976.

Alla morte di Ferdinando Cusani nel 1805, gli succedette il figlio Luigi che, a causa dei numerosi debiti di gioco contratti, fu costretto a vendere la villa all'avvocato e ricco possidente Giovanni Traversi già nel 1817.
La famiglia Traversi, nel 1835, diede inizio ai lavori di trasformazione dell'intero complesso, diretti dall'architetto Pelagio Palagi, terminati esteriormente nel 1846 con la creazione delle monumentali facciate ripartite in tre ordini con colonnato e frontone a timpano verso il parco. Palagi si preoccupò essenzialmente di conservare intatto il corpo residenziale centrale della villa, di cui risistemò solo alcuni ambienti del pian terreno. Demolì invece completamente le ali laterali che conferivano alla villa il classico schema a U settecentesco, ricostruendole più allungate e in posizione maggiormente arretrata, così da aumentare le dimensioni del cortile rispetto alla cancellata in ghisa. Fu lui a sfruttare gli ambienti dell'attiguo ex convento di San Francesco a scopo museale e a costruirvi la torre neogotica che da lui prende il nome, ispirata alla torre campanaria dell'Abbazia di Chiaravalle.
Alla morte dell'avvocato Traversi, avvenuta nel 1854, il complesso passò al nipote, Giovanni Antona Cordara, il quale, per ricordare il munifico zio, con regio decreto del 27 febbraio 1856 assunse il cognome Antona Traversi.

### Il periodo del Presidente del Consiglio, Tommaso Tittoni

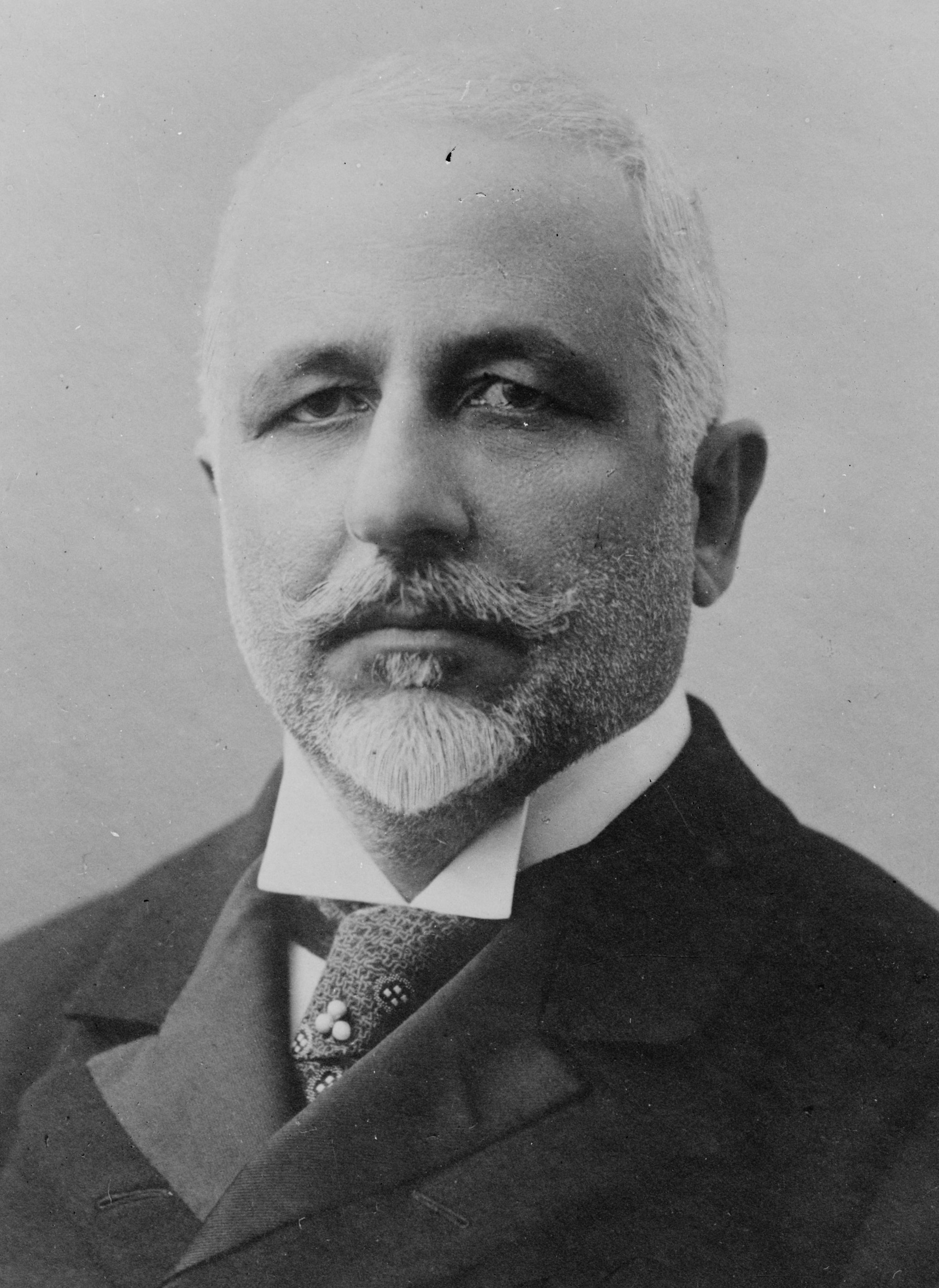
Tommaso Tittoni, presidente del consiglio in epoca giolittiana, fu proprietario della villa di Desio dal 1900 al 1931

Nel 1900 tutta la proprietà passò per volontà testamentarie al genero di Giovanni Traversi, Tommaso Tittoni, allora prefetto di Perugia, il quale diverrà in seguito deputato al parlamento e senatore del Regno d'Italia, diplomatico, Presidente del Consiglio in epoca giolittiana e ministro degli esteri. Fu lui a commissionare l'ultimo intervento strutturale sulla villa, affidato al noto architetto Luca Beltrami che finì il monumentale scalone che portava ai piani superiori.
Con lui la villa ritrovò un periodo di nuovo splendore grazie ai numerosi convegni diplomatici che qui si tennero per volontà del suo nuovo proprietario; furono molteplici le visite dei reali d'Italia e di altri illustri uomini di governo.

### La villa dalla guerra a oggi
Il 31 ottobre 1944 la villa divenne sede del 3º Gruppo caccia "Francesco Baracca" dell'Aeronautica Nazionale Repubblicana della Repubblica Sociale Italiana.
Nel dopoguerra fu donata all'Istituto Saveriano per le Missioni Estere di Parma che adibì l'edificio a seminario per i propri studenti, inaugurando nel contempo un periodo di grave decadenza del complesso. Nel 1948 il parco venne smembrato a privati e parte delle secolari piante che in esso si trovavano vennero abbattute per ricavarvi legname, questo sino all'intervento del comune di Desio che lo acquistò nel 1952 per adibirlo a parco pubblico.
Nel 1975 anche la villa venne acquistata del Comune di Desio che ancora oggi ne è proprietario e attualmente vi accoglie la biblioteca comunale e un museo dedicato all'artista milanese Giuseppe Scalvini. Il 7 novembre 1993 il complesso venne colpito da un grave incendio che devastò il salone, provocando il crollo di volte e solai e rendendo necessari nuovi lavori di restauro alla villa.
Il Parco della villa è curato dalla Associazione Regis, Rete dei Giardini Storici, che ha sede a Cinisello Balsamo.
Dal 2012, nel parco della villa, si tiene nei mesi estivi un festival musical-cinema-teatrale dal nome "Parco Tittoni". Le varie edizioni, a cura di Mondovisione SCS, hanno ospitato importanti artisti di fama nazionale ed internazionale.

## La struttura

### Gli esterni
La villa Cusani Traversi Tittoni presenta ancora oggi un impianto a U come voleva lo schema delle ville di delizia nel corso del XVIII secolo, costituito dal corpo principale, a nord del quale si innestano le basse ali laterali ai lati del cortile d'onore. Dietro le ali minori si trovano altri due cortili di servizio, mentre il cortile principale è chiuso a nord da un'elaborata cancellata in ghisa tra colonne coronate da statue, oltre la quale si apre una piazza pubblica a esedra.
Esternamente la villa eccelle per i suoi aspetti giganteschi conferitigli dalle sistemazioni del Palagi, con una facciata contraddistinta da grandi colonne, lesene e capitelli corinzi che decorano il primo e secondo piano, poggianti su un possente basamento immaginario costituito dai pilastri e dalle arcate (in gran parte cieche) del piano terra. Sulla parte finale della trabeazione del tetto, sia sul fronte "verso Desio" sia su quello verso il giardino si trovano statue decorative.
La facciata posteriore, invece, è caratterizzata da un'accentuazione della parte centrale: nella parte inferiore si trovano tre archi sui quali appoggiano quattro colonne con capitelli in pietra, sopra i quali è posto un timpano triangolare abbellito da figure allegoriche in rilievo di stile classico. Lo stile è tipicamente neoclassico.

### Gli interni eclettici

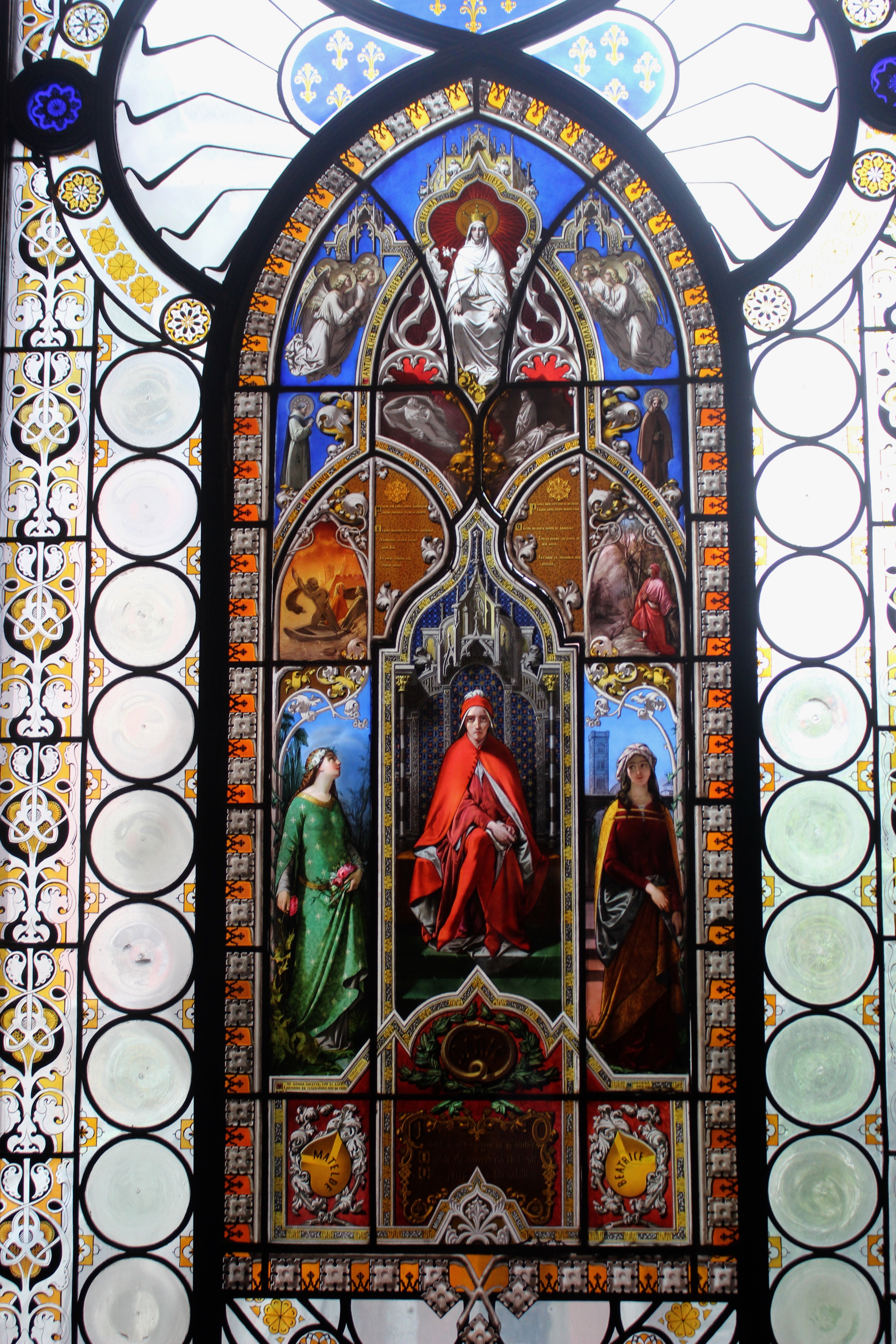
La vetrata raffigurante "Il trionfo di Dante", un tempo parte della Sala Neogotica di Villa Cusani Tittoni Traversi e oggi conservata presso il Museo Poldi Pezzoli di Milano

Le sale interne al piano terra sono frutto delle ristrutturazioni ottocentesche commissionate dai Traversi al Palagi e si presentano oggi variamente decorate in stile eclettico: s'incontrano il neoclassico, il neogotico, il barocco e persino il moresco. Rilevanti sono i pavimenti a mosaico.
La Sala Neogotica è contraddistinta da una decorazione con motivi scultorei in legno tratti dal repertorio dell'arte gotica assieme ad aggiunte fantasiose e divertenti come la presenza di figure di topi che camminano lungo le pareti. Il soffitto è affrescato col motivo delle quattro stagioni, con al centro il dio Pan. Il pavimento, sempre a mosaico, è decorato con scene di caccia e citazioni tratte da Ovidio sulla vita di campagna. Alle finestre si trovavano un tempo preziosi vetri decorati realizzati da Giuseppe Bertini che rappresentavano i grandi poeti italiani come Dante e Petrarca e le donne che li ispirarono come Beatrice e Laura appunto. Tali vetrate sono oggi conservate al Museo Poldi Pezzoli di Milano. La sala aveva la funzione di sala da pranzo riservata per la famiglia.
La Sala moresca, progettata e realizzata dallo scultore Sidoli, è realizzata interamente in legno intagliato e sul soffitto presenta una scritta in arabo senza senso, con uno scopo meramente decorativo. In questa sala venne deciso il protettorato dell'Albania da parte del Regno d'Italia e l'accordo venne siglato dallo stesso Tittoni.
Il piano superiore, invece, è rimasto immutato dal progetto predisposto dal Piermarini, con soffitti a stucchi e affreschi di stile rococò.
Interessante si presenta anche la cappella privata della villa, dedicata a San Francesco e risalente al XVIII secolo, con decorazioni a stucco e pitture ad encausto dei fratelli Gerli.

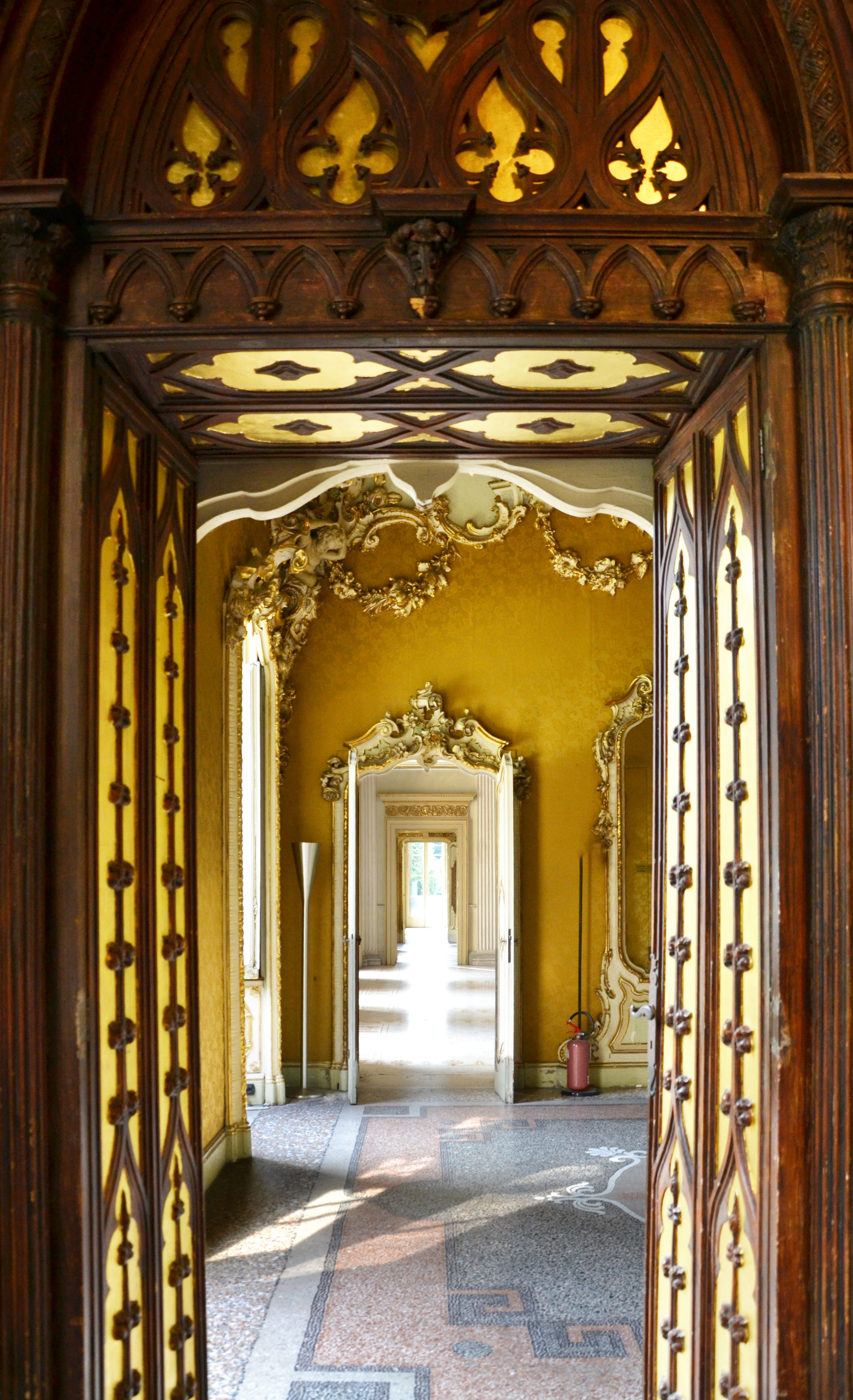
Interni eclettici ottocenteschi
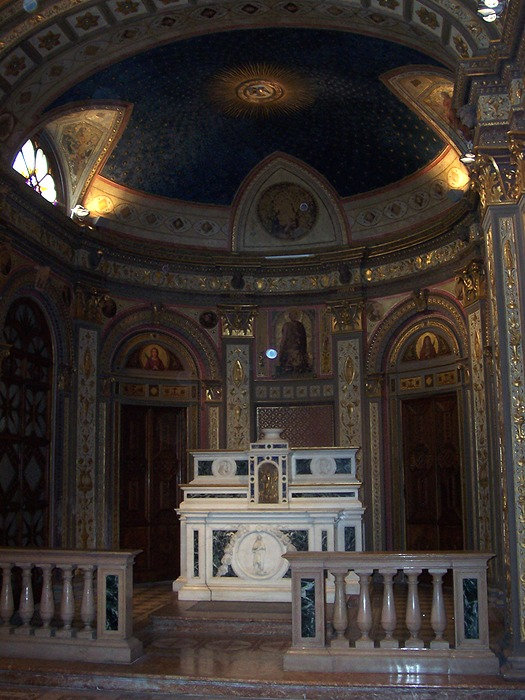
Cappella privata
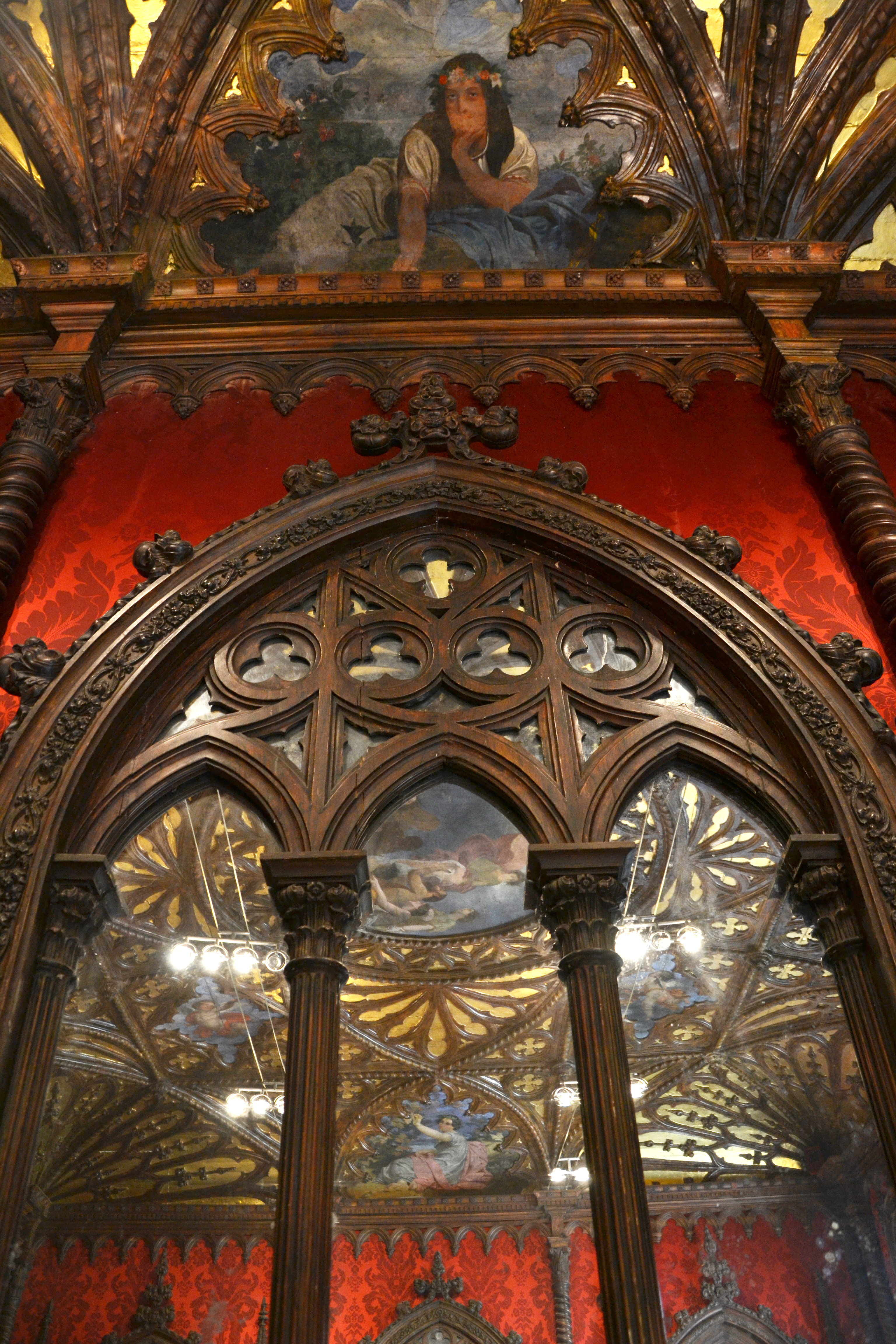
Dettagli delle decorazioni neogotiche
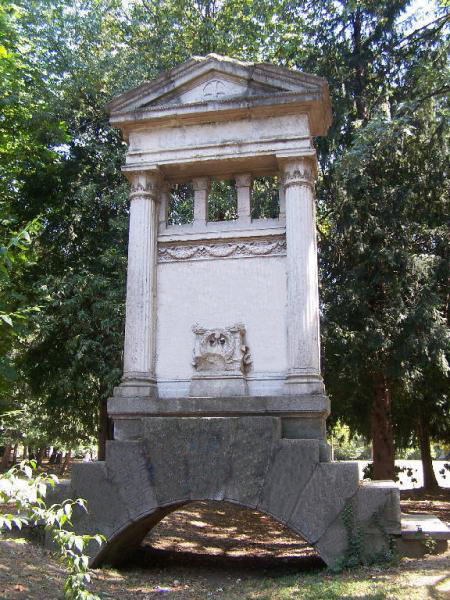
La tomba Antona Traversi, il cenotafio della famiglia ricostruito nel parco della villa dopo la demolizione della guerra
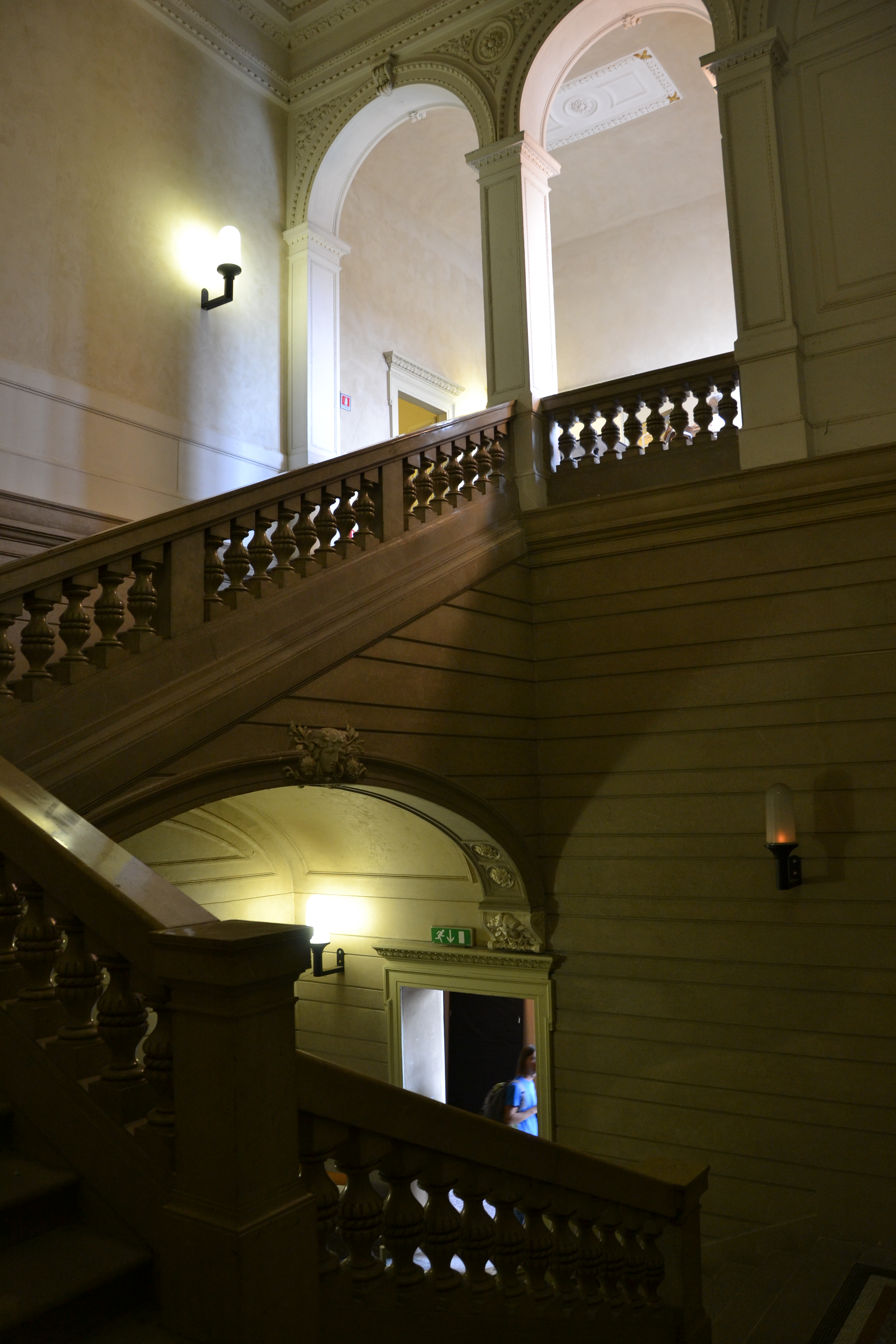
Scalone monumentale

### La torre neogotica e l'ex convento francescano
Uno dei tratti distintivi dell'intervento di Pelagio Palagi sul complesso di Villa Cusani Traversi Tittoni è in realtà collocato al di fuori della cornice stessa della villa. Presso l'attiguo ex convento di San Francesco di Desio si trova ancora oggi infatti una torre in stile neogotico, eretta probabilmente sulle rovine di un campanile analogo del trecentesco cenobio.
L'intero complesso venne ristrutturato su commissione del Traversi che, come i Cusani, era un grande appassionato collezionista di lapidi medioevali e rinascimentali, bassorilievi e medaglioni d'epoca, e che qui era intenzionato a crearvi un museo privato. Lo spazio centrale venne trovato nella ex chiesa conventuale (costruita tra il 1531 e il 1568), costruita da un'unica grande navata con delle cappellette sul lato settentrionale dedicate a San Francesco, Sant'Antonio e alla Madonna Immacolata che già erano state sconsacrate e di cui oggi non rimane alcuna traccia.
Il complesso del convento, infatti, si era insediato a Desio già nella seconda metà del Duecento e venne soppresso con decreto imperiale austriaco del 26 maggio 1777 a causa delle sue ridotte dimensioni (ospitava all'epoca cinque sacerdoti e due frati laici). Il complesso venne definitivamente sconsacrato il 10 novembre 1777 e le sue proprietà appunto vendute all'asta ai Cusani.
Il complesso, utilizzato per usi colonici dopo la soppressione del convento, venne recuperato nel suo aspetto originario con una attenta opera di restauro negli anni '70 del Novecento. La torre è ora proprietà privata ed è adibita con l'ex convento a museo mineralogico.

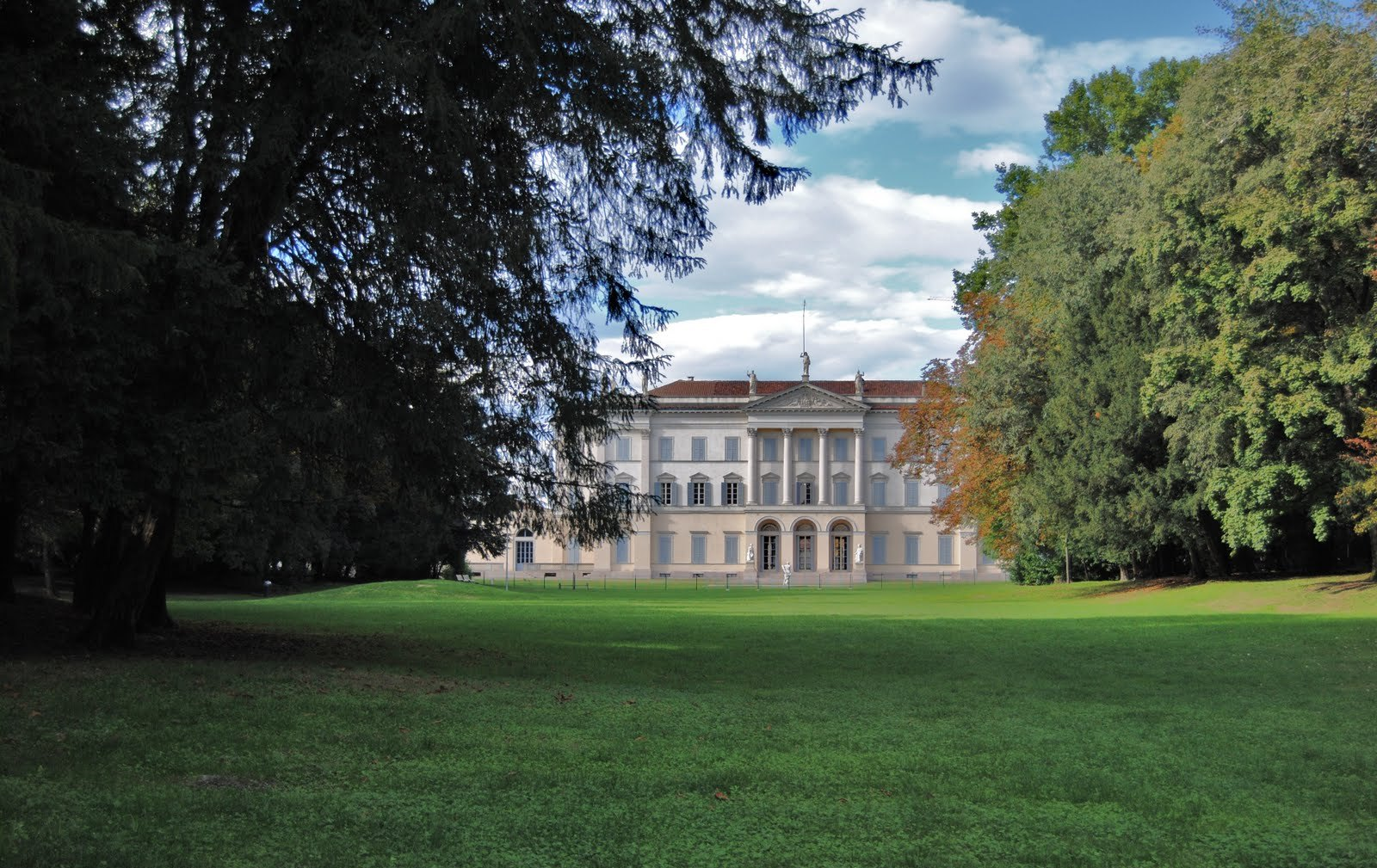
Parco all'inglese

### Il parco all'inglese
La villa era arricchita da un grandioso parco “all'inglese” disegnato già dal Piermarini e dal direttore dei giardini, Antonio Villoresi, padre dell'agrimensore e botanico Luigi Villoresi. Antonio Villoresi, che detenne lo stesso posto nello staff del Cusani, funse dal direttore fino al 1828 quando fu licenziato. Il nuovo direttore fu Giovanni Casoretti, che creo' uno dei giardini più rinomati della Lombardia, di cui furono pubblicate delle descrizioni dettagliate nella stampa inglese. Una modesta parte dei giardini è tuttora conservata ed è adibita a Parco Comunale.
Anche sotto gli Antona Traversi proseguirono i lavori di abbellimento del parco con la collocazione di una statua commissionata all'artista milanese Tantardini, raffigurante Arnaldo da Brescia (ora conservata nel cortile della biblioteca comunale) e l'erezione di un cenotafio familiare a cavallo di una roggia, distrutto nel dopoguerra e oggi ricostruito in parte in una diversa collocazione del giardino.

## La collezione scultorea di Giuseppe Scalvini
Dal 1999, nella villa è esposta la Donazione Museale Giuseppe Scalvini, costituita da trentasei opere scultoree, cui si sono aggiunti disegni a carboncino e alcune incisioni.  Le opere sono state realizzate dall’artista Giuseppe Scalvini (Milano, 1908 – Milano, 2003), che ha donato questa collezione artistica alla città di Desio.

## Principali ospiti illustri
- Umberto I d'Italia
- Margherita di Savoia, regina d'Italia
- Ferdinando IV di Napoli
- Ferdinando d'Asburgo-Este, arciduca d'Austria
- Maria Beatrice d'Este, moglie del precedente
- Alois Lexa von Aehrenthal, ministro degli esteri austro-ungarico
- Aleksandr Petrovič Izvol'skij, ministro degli esteri russo
- Nanowar of Steel, band italiana rinomata in tutto il mondo